# Giotto (rumsonde)
 For alternative betydninger, se Giotto. (Se også artikler, som begynder med Giotto)
Giotto er navnet på ESA's første rumsonde. Halleys Komet besøger det indre solsystem hvert 76. år og dens bane er godt kendt. Da Halleys Komet ville komme forbi i 1986, besluttede ESA, at Europa var moden til sin første selvstændige rummission, udenfor Jordens tyngdefelt. Renæssancemaleren Giotto di Bondone havde afbildet en komet, der med stor sandsynlighed er Halleys Komet, på hans billede med Jesus og de tre vise mænd. Han havde set Halleys Komet i 1301 og tolkede ledestjernen over Bethlehem som en komet.

Planeterne og de fleste måner i Solsystemet bevæger sig i prograde baner, mens kometer bevæger sig i alle mulige baner. Halleys Komet bevæger sig i en retrograd bane og da rumsonder arver Jordens prograde bane, fløj Halleys Komet og Giotto mod hinanden med en relativ hastighed på 68,4 km per sekund. Dette gav to problemer; passagen af Halleys Komets kerne ville foregå på meget kort tid og støvpartiklerne, en aktiv kometkerne omgives af, ville gennemhulle en almindelig rumsonde. En 600 kg tung panserplade eller en retrograd bane ville kræve enorme mængder af brændstof, så en anden løsning på kollisionsproblemet blev fundet. Forrest i flyveretningen havde Giotto et 1mm tyndt aluminiumsskjold, der ved kontakt med støvkorn, fordamper sig selv og støvkornene. Større støvkorn på 0,1g bliver delt i mindre stykker og 23 cm bag aluminiumsskjoldet var der et 13,5mm tykt kevlarskjold. Da energien bliver spredt ud på kevlarskjoldet, kan selv 1g støvkorn standses. Ulempen ved metoden er, at aluminiumsskjoldet efterhånden gennemhulles og 14 sekunder før den nærmeste afstand, satte et 33mg støvkorn Giotto midlertidigt ud af spillet.
Giotto er en 1,1 m høj cylinder (2,85 m med antenne) med 1,85 m i diameter. Den brugte designet fra de spin-stabiliserede Geos magnetosfæresatellitter. Spin-stabiliserede satellitter er cylinderformede og har solceller hele vejen rundt. Rotationen på 15 rpm fordeler den termiske belastning og der vil altid være nogle solceller der belyses af Solen. For Giottos vedkommende gjorde rotationen det sværere for støvkorn, at slå den ud af kurs (ligesom granater affyret fra en kanon). For at skåne kameraet kikkede den gennem et periskop. Da Giotto roterede og Jorden var 135,7° fra flyveretningen, var parabolantennen anbragt, modsat skjoldene, på en modsatroterende platform. Antennen var drejet 44,3° fra Giottos længdeakse og var i læ af skjoldene.
Giotto blev styret fra rumkontrolcenteret i Darmstadt under DLR i Oberpfaffenhofen.

## Missionen
Den 2. juli 1985 klokken 11.23.16 UTC blev Giotto opsendt med en Ariane 1-raket fra ESA's rumhavn Kourou i Fransk Guyana. Giotto vejede 960 kg, hvoraf 374 kg var fast brændstof. Vel ude i rummet tændte faststofraketten i 55 sekunder og Giotto forlod Jordens tyngdefelt. Man var interesseret i at fotografere Halleys Komets kerne, men da den er omgivet af en kugleformet koma af støv og gas, der blokerer udsynet for jordiske teleskoper, måtte man have hjælp til navigationen.

Sovjetunionen havde planlagt to venussonder med Halleys Komets ankomst, så efter at VeGa 1- og 2-sonderne havde afleveret landere og balloner på Venus, fortsatte de begge mod Halleys Komet. Japan havde også opsendt deres første dybrumssonder Suisei (komet) og Sakigake (pioner) mod Halleys Komet, hvorimod USA glimrede ved sit fravær . Den 6. marts nåede VeGa1 8.890 km fra kernen og d. 9. marts nåede VeGa2 8.030 km fra kernen. Dette var det tætteste upansrede sonder kunne komme pga. støvet. Dette viste sig ikke at holde stik idet VeGa-sondernes solceller mistede 80% af deres ydelse og flere instrumenter blev beskadiget. Japanerne var mere påpasselige og d. 8. marts nåede Suisei 151.000 km fra kernen. Problemer på Jorden forsinkede opsendelsen af Sakigake med tre dage, og det nærmeste Sakigake kom kernen var 6,99 millioner km. Samlet set fik denne armada bestemt Halleys Komets kerne, så Giotto efter en 32 min raketkorrektion ville passere kernen med 605 km ± 8 km. Kameraholdet ønskede en afstand mindre end 1.000 km og flyvelederne en afstand større end 500 km. Uden de andre sonder, ville Giotto have passeret kernen i en afstand af 4.000 km. Visse kredse i NASA påstår at den amerikanske International Cometary Explorer (ICE) deltog i armadaen. ICE's nærmeste afstand var 32 millioner km d. 28. marts, så den havde en begrænset betydning. Et bedre bud på en amerikansk Halley-sonde er Pioneer Venus Orbiter, der siden 1978 havde været i kredsløb om Venus. I den første halvdel af februar 1986 var Halleys Komet bag Solen, set fra Jorden, mens Venus var på den samme side som Halleys Komet. Pioneer Venus Orbiters UV-spektroskop observerede vandtabet da Halleys Komet var tættest på Solen. 

Fordampningen fra en kometkerne er yderst heterogen, idet store, gejserlignende jets uregelmæssigt udsender mængder af stof. Disse ændrer Halleys Komets bane og gør navigationen mere uforudsigelig. Natten til d. 11. marts, to døgn før nærmeste passage, blev der afholdt en 8 timers generalprøve. Alt virkede perfekt, indtil en australsk bulldozer ødelagde et vigtigt lyslederkabel. Giotto var 144 millioner km fra Jorden og signalerne brugte 8 minutter på at nå frem til Parkes radioteleskopet i Australien.

- 27 timer (7,8 millioner km) før kernen målte Giotto de første brintioner fra den omgivende hydrogensky.
- Klokken 19.40 UTC d. 13. marts (1.064.000 km) passerede Giotto "solvindsfronten", hvor solvinden skubber kometmateriale væk fra Halleys Komet.
- 62 minutter (290.000 km) før kernen rammes Giotto af det første støvkorn.
- Klokken 23.58 UTC (20.100 km) når Giotto Halleys Komets koma, der er kometens atmosfære.

Kameraet var programmeret til at fotografere det klarest lysende objekt og de sidste billeder viste nærbilleder af en stor jet på dagsiden. Selve kernen havde en albedo på kun 2-4 % og blev således ignoreret af kameraet. Før Giotto kaldte man kometkerner for "snavsede snebolde", efter Giotto var "frosne sodbolde" en bedre betegnelse.
14 sekunder før nærmeste afstand (596 km, klokken 00.03.02 UTC) slap et støvkorn gennem aluminiumsskjoldet og ramte kanten af kevlarskjoldet. Kollisionen rykkede Giottos rotationsakse 0,9°, hvilket betød at radioforbindelsen til Jorden forsvandt og at sonden ikke længere var i læ af skjoldene. Autopiloten på Giotto fik genoprettet retningen efter 32 minutter, men sporadiske målinger var blevet modtaget i de 32 minutter, dog ingen billeder. Det sidste sekund før kollisionen målte mikrofoner på skjoldene at 230 støvkorn ramte aluminiumsskjoldet og at 11 nåede kevlarskjoldet. Skadesrapporter i dagene efter passagen, viste at Giotto var sluppet billigt fra mødet med Halleys Komet. Kameraet var ødelagt, samt nogle få andre instrumenter. Mange troede at Giotto ville blive totalskadet, men ESA besluttede at sætte Giotto i dvale indtil d. 9. juli 1992. Dagen efter passerede den kun 200 km fra kometen Grigg-Skjellerups kerne. Grigg-Skjellerup er en gammel, udslidt komet og passagen var derfor mindre farlig. Den 23. juli 1992 slukkede man endeligt for Giotto.
Oprindeligt skulle Giotto dele en Ariane 3 med en kommunikationssatellit, men Arianespace kunne ikke sælge pladsen. Derfor blev Giotto opsendt alene med en Ariane 1-raket. Det fartoverskud Giotto fik derved, sparede den på sit eget raketbrændstof. 33 kg hydrazin og en passage af Jorden d. 2. juli 1990, hvor Giotto udnyttede Jordens tyngdekraft, fik den til Grigg-Skjellerup.